# Stabstrumpetare

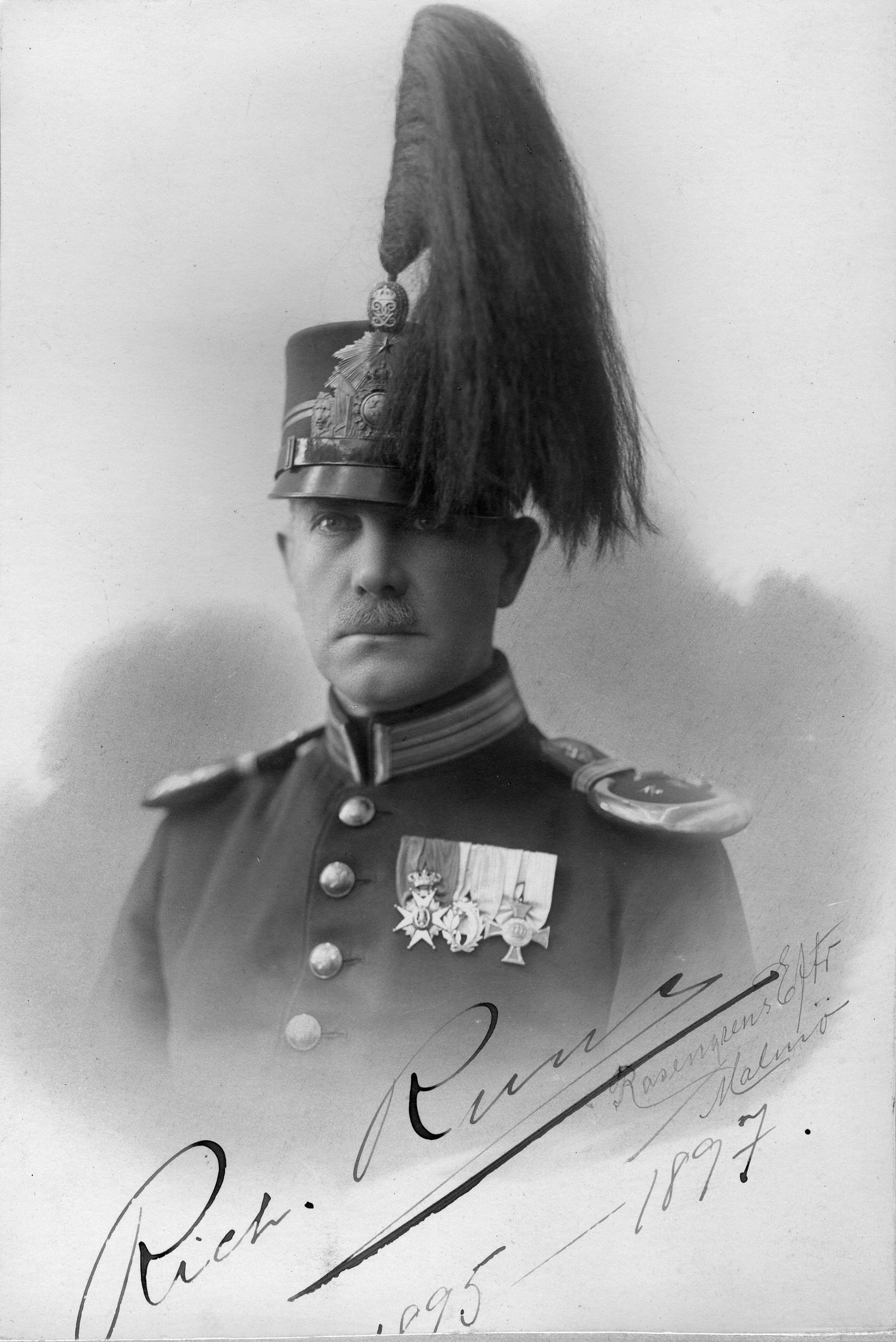
Stabstrumpetare och musikanförare vid Smålands artilleriregemente, cirka 1896.

Stabstrumpetare, i Sverige före 1901 trumpetare av den äldsta trumpetargraden vid indelta kavalleriet och vid artilleriet. Stabstrumpetare hade underofficers grad och avlöning.